# 50 ans d'avancées des femmes
50 ans d'avancées des femmes est une émission de télévision québécoise en six épisodes de 27 minutes animée par la dramaturge Rébecca Déraspe et présentée à partir du 8 mars 2020 sur la chaîne Savoir média.

## Concept
Lancée durant la Journée internationale des femmes, la série recense et analyse plusieurs combats menés par les femmes au Québec depuis les années 1970, de la Commission Bird jusqu'au Mouvement MeToo, avec des personnalités publiques et des chercheuses.

## Épisodes
Chaque épisode aborde un enjeu spécifique : le travail, la famille, l'éducation, l'engagement, la parole et la sexualité.

### Le travail
Cet épisode traite de la valorisation des emplois traditionnellement féminins, de même que du combat des femmes pour intégrer des milieux de travail qui leur étaient auparavant fermés. Y interviennent : 
- Romane Laroche, la fille de la dramaturge et animatrice Rébecca Déraspe ;
- Lorraine Pagé, première femme présidente de la Centrale des syndicats du Québec ;
- Nicole Juteau, première policière au Québec ;
- Marie-Ève Rancourt, avocate et conseillère syndicale en matière de condition féminine ;
- Caroline Codsi, présidente fondatrice de l'organisme sans but lucratif La Gouvernance au Féminin ;
- et Susan Kudzman, présidente du conseil d'administration du Groupe Pages Jaunes.

### La famille
Cet épisode s'intéresse à la réinvention de la gestion familiale, d'hier à aujourd'hui, posant la famille comme la composante clé de l'émancipation des femmes. Y interviennent : 
- Romane Laroche, la fille de la dramaturge et animatrice Rébecca Déraspe;
- Magda Fahrni, professeur d'histoire à l'Université du Québec à Montréal;
- Pauline Marois, première ministre du Québec de 2012 à 2014;
- Céline Le Bourdais, professeure émérite de sociologie à l'Université McGill;
- Isabelle Côté, professeure en service social à l'Université du Québec en Outaouais;
- et Sylvie Lévesque, directrice de la Fédération des associations de familles monoparentales et recomposées du Québec.

### L'éducation
Cet épisode se penche sur la place que se sont faites historiquement les femmes au sein du système scolaire, plus particulièrement sur les bancs d'université. Y interviennent :
- Romane Laroche, la fille de la dramaturge et animatrice Rébecca Déraspe;
- Nadia Fahmy-Eid, professeure retraitée au Département d'histoire de l'Université du Québec à Montréal;
- Micheline Dumont, professeure émérite d'histoire à l'Université de Sherbrooke;
- Ève Langelier, professeure en génie mécanique à l'Université de Sherbrooke et titulaire de la chaire pour les femmes en sciences et en génie au Québec;
- Sophie D'Amours, rectrice de l'Université Laval;
- Yvette Mollen, enseignante en langue innue à l'Université de Montréal;
- et Manon Bergeron, professeure en sexologie à l'Université du Québec à Montréal et titulaire de la chaire de recherche sur les violences sexistes et sexuelles en milieu d'enseignement supérieur.

### L'engagement
Cet épisode met en lumière l'engagement militant, communautaire, social et politique des femmes à travers l'histoire québécoise. Y interviennent :
- Romane Laroche, la fille de la dramaturge et animatrice Rébecca Déraspe;
- Camille Robert, autrice et chargée de cours en histoire à l'Université du Québec à Montréal;
- Louise Cordeau, présidente du Conseil du statut de la femme du Québec;
- Manon Massé, députée de Sainte-Marie–Saint-Jacques, coporte-parole de Québec solidaire;
- Nahid Aboumansour, cofondatrice et directrice générale de l'organisme Petites-Mains;
- Pauline Marois, première ministre du québec (2012-2014);
- et Marwah Rizqy, députée de Saint-Laurent.

### La parole
Cet épisode s'intéresse à l'appropriation par les femmes de l'espace public, notamment à travers l'éducation et les arts. Y interviennent : 
- Romane Laroche, la fille de la dramaturge et animatrice Rébecca Déraspe;
- Isabelle Boisclair, professeure en études littéraires et culturelles à l'Université de Sherbrooke;
- Ariane Émond, cofondatrice de La Vie en rose, animatrice et ex-journaliste ;
- Nicole Giguère, réalisatrice et cofondatrice du collectif Vidéo Femmes;
- Ginette Noiseux, directrice artistique du théâtre Espace Go;
- et Elkahna Talbi, poète, artiste de spoken word, actrice, alias Queen Ka.

### Corps et sexualité
Cet épisode se penche sur le rapport des femmes à leur corps et leur sexualité, notamment à la liberté de dire non, des moyens de contraception et du droit à l'avortement. Y interviennent :
- Romane Laroche, la fille de la dramaturge et animatrice Rébecca Déraspe;
- Camille Robert, autrice et chargée de cours en histoire à l'Université du Québec à Montréal;
- Jocelyne Robert, autrice et sexologue;
- Joëlle Dalpé, coordonnatrice clinique en milieu scolaire;
- Louise Desmarais, militante féministe et cofondatrice de la Table de concertation des groupes de femmes de la Montérégie;
- Sue Montgomery, mairesse de l'arrondissement Côte-des-Neiges–Notre-Dame-de-Grâce;
- et Audray Lemay, sexologue et psychothérapeute.

## Fiche technique
- Idéation : France Choquette et Jean Roy
- Scénarisation : Jean Roy et Rébecca Déraspe
- Consultante : Camille Robert
- Réalisation : Erika Reyburn
- Direction de la photographie : François Laplante Delagrave et Miguel Henriques
- Montage : Lucie Juillet et Samuel Veillet